# Thomas M. Wright
Pour les articles homonymes, voir Thomas Wright et Wright.
Thomas Michael Wright (né le 22 juin 1983) est un acteur, écrivain, réalisateur et producteur australien. Il est cofondateur (2006) et directeur de la compagnie de théâtre Black Lung et réalisateur du long métrage Acute Misfortune (2019). En tant qu'acteur, il s'est fait remarquer dans la série Top of the Lake de Jane Campion, pour laquelle il a été nommé pour le meilleur acteur dans un second rôle au (US-Canadian) Critics' Prix de choix. Il a réalisé le film à suspense The Stranger, présenté au Festival de Cannes 2022.

## Biographie
Wright a attiré l'attention du monde en tant qu'acteur dans les films originaux de Disney Channel, Stepsister From Planet Weird et Zenon: The Zequel au début des années 2000, et plus tard dans la série télévisée Sundance / BBC Top of the Lake en 2013, pour laquelle il a été nommé pour le meilleur second rôle masculin aux US Critics' Choice Awards. En ce qui concerne son casting en tant que Johnno Mitcham dans la série, la réalisatrice Jane Campion l'a comparé à un jeune Daniel Day-Lewis.
Il est apparu en tant que personnage culte Steven Linder dans l'adaptation américaine de The Bridge en 2013. Le producteur exécutif Elwood Reid a déclaré à propos de l'audition de Wright pour la série: "... c'était la meilleure audition que j'aie jamais vue. Il est entré et la température de la pièce a changé".
En 2015, Wright a joué le guide Mike Groom dans le long métrage Everest, basé sur la catastrophe du mont Everest de 1996, dans laquelle huit alpinistes ont été tués et plusieurs autres ont été bloqués par une tempête. Il a également joué le journaliste assassiné Brian Peters dans Balibo (2009) et Thomas Bodenham dans Van Diemen's Land.
Wright a joué dans le film The Man With The Iron Heart (2016), une adaptation du roman de Laurent Binet, lauréat du prix Goncourt avec Jack O'Connell, Rosamund Pike, Stephen Graham et Jason Clarke. Il a également filmé les Outsiders de la série Sony / WGN America dans le rôle principal du shérif Wade Houghton pour les producteurs Peter Tolan et Paul Giamatti. Sa performance a été citée comme la vedette de la série par Hollywood Reporter et Variety.
En 2017, Wright a fait l'objet d'un portrait finaliste du prix Archibald par Marcus Wills, antagoniste, protagoniste (Thomas M. Wright), avec une scène mise en place pour ressembler à un drame policier, avec Wright comme protagoniste.
En 2018, il a joué dans Sweet Country de Warwick Thornton, qui a reçu le prix spécial du jury du Festival du film de Venise, le prix AACTA du meilleur film et le prix Platform du Festival du film de Toronto.
Il a coécrit, réalisé et produit le long métrage Acute Misfortune, sorti en 2019, basé sur la biographie primée du journaliste de Sydney Erik Jensen sur l'artiste australien Adam Cullen, Acute Misfortune: The Life and Death of Adam Cullen. Le film a reçu le prix The Age Critics au Festival international du film de Melbourne, où il a été présenté en première. Il a reçu une critique cinq étoiles dans The Guardian, et a été nommé l'un des "10 meilleurs films australiens de la décennie 2010-2020" et le meilleur film australien de 2019. Il a reçu une "mention notable" (avec Sweet Country) dans The Monthly Awards 2018, et Screen Daily l'a qualifié de "joyau négligé" dans sa liste des meilleurs films de l'année. Le film a été nommé pour le prix AACTA 2019 du meilleur film indépendant. La partition, d'Evelyn Ida Morris, a été nommée pour la meilleure bande originale aux ARIA Music Awards 2018. Le Hollywood Reporter a appelé Acute Misfortune "l'un des débuts de réalisateur les plus frappants et les plus accomplis de l'année". Wright est nommé dans la catégorie Meilleur réalisateur (long métrage) pour les Australian Director's Guild Awards 2020.
En avril 2020, lors de la pandémie de COVID-19 en Australie, il a été annoncé qu'un nouveau film, The Stranger , commencerait le tournage en Australie-Méridionale dès que suffisamment de restrictions COVID-19 seraient levées. Écrit et réalisé par Wright, il sera produit par et star Joel Edgerton. Sean Harris jouera le deuxième rôle principal. Le film a été initialement annoncé au marché du film européen de Berlin en février et sera réalisé par Anonymous Content et See-Saw Films, avec le soutien de Screen Australia et de la South Australian Film Corporation. Le scénario a été sélectionné pour le prix Betty Ronald pour l'écriture de scénarios aux prix littéraires du premier ministre de la Nouvelle-Galles du Sud 2023.

## Filmographie

### Au cinéma
Acteur
- 2008 : Newcastle de Dan Castle : Victor, jeune
- 2009 : Conspiration (Balibo) de Robert Connolly : Brian Peters
- 2009 : Van Diemen's Land de Jonathan auf der Heide : Thomas Bodenham
- 2010 : Torn d'Eric Manchester : Tim Strauss
- 2015 : Everest de Baltasar Kormakur : Michael « Mike » Groom
- 2017 : HHhH de Cédric Jimenez : Josef Valčík
- 2017 : Sweet Country de Warwick Thornton : Mick Kennedy
- 2024 : Sleeping Dogs d'Adam Cooper

Réalisateur
- 2018 : Acute Misfortune
- 2022 : The Stranger

### À la télévision
- 2007 : The King (téléfilm) de Matthew Saville : Alfie
- 2013 : Top of the Lake (mini-série) de Jane Campion, Garth Davis : Johnno Mitcham
- 2013 : The Bridge (série TV) : Steven Linder
- 2016-2017 : Outsiders (série TV) : Sheriff Wade Houghton, Jr
- 2020 : Barkskins (séri TV) : Elisha Cooke

## Distinction

### Nomination
- Critics' Choice Television Awards 2013 : meilleur acteur dans un second rôle dans une mini-série pour Top of the Lake